# William Coblentz
Pour les articles homonymes, voir Coblentz (homonymie).
William Weber Coblentz (20 novembre 1873 - 15 septembre 1962) est un physicien américain connu pour ses contributions à la radiométrie infrarouge et la spectroscopie.

## Enfance, éducation, profession
Coblentz est né à North Lima (Ohio) de parents d'origines allemande et suisse. Sa mère Catherine meurt lorsque Coblentz a un peu moins de trois ans, le laissant temporairement dans une famille ne comptant que son tout jeune frère Oscar et son père David. Cependant, le père se remarie environ deux ans plus tard et Coblentz semble avoir admiré sa belle-mère. Tout au long de son enfance et adolescence, sa famille vit sur une exploitation agricole, mais, apparemment, sans parvenir à devenir propriétaire. La famille est très modeste, ce qui retarde l'éducation de Coblentz, qui ne termine ses études secondaires (Youngstown, Ohio) qu'en 1896, à l'âge de 22 ans.
Coblentz entre à l'université Case Western Reserve à l'automne 1896, et obtient son baccalauréat ès sciences en physique en juin 1900 puis son MS en 1901 et son Ph.D. 1903 à l'université Cornell à Ithaca (New York). Il demeure deux ans supplémentaires à Cornell, comme chercheur, avec le soutien de Carnegie Institution. Au printemps de 1905, Coblentz accepte un poste au National Bureau of Standards (maintenant National Institute of Standards and Technology, NIST), à Washington, où il passe toute sa carrière. En 1905, il fonde la section radiométrie du Bureau, qu'il dirige pendant 40 ans jusqu'à sa retraite en 1945.

## Travaux scientifiques
Au cours de sa longue et productive carrière, Coblentz fait de nombreuses contributions scientifiques, à la fois dans la recherche pure ou appliquée. La bibliographie de son travail dénombre des centaines de publications scientifiques et conférences. Il a déposé dix brevets, le premier étant de brevet américain (US Patent 1,077,219) pour la cellule solaire, invention qui permet de convertir la lumière solaire en électricité.
La première publication de Coblentz porte sur le thème Some Optical Properties of Iodine (Quelques propriétés optiques de l'iode) et est dérivée de sa thèse de doctorat
. Après son doctorat, il commence à publier régulièrement sur les problèmes liés au rayonnement infrarouge (IR), aussi bien ceux relatifs à la spectroscopie et ceux concernant la radiométrie. Par exemple, Coblentz est parmi les premiers, sinon le premier, à vérifier la loi de Planck.

### Études sur l'infrarouge
Quand Coblentz entre à l’université Cornell, la spectroscopie infrarouge en est à ses prémices. En tant que jeune chercheur de Cornell, Coblentz assemble et étalonne son propre matériel IR, et étend la gamme des mesures IR à des longueurs d'onde plus longues jamais atteintes auparavant.
En 1905, il a acquis des centaines de spectres par de fastidieuses mesures, point par point, avec un prisme de sa propre construction.
Celles-ci sont publiées en 1905 avec un grand graphique sur dépliant (non disponible dans les réimpressions), et des tableaux d'absorption de radiation IR à différentes longueurs d'onde par divers matériaux.
Même si une telle compilation spectrale est par elle-même un tour de force, ce n'est peut-être pas la partie la plus importante du livre de Coblentz de 1905. En fait, l'apport essentiel du livre réside dans la généralisation de certains groupes moléculaires, groupes fonctionnels dans le langage moderne, qui ont la caractéristique d'absorber des longueurs d'onde IR spécifiques. À terme, cela permet aux scientifiques d'utiliser le spectre IR d'une molécule comme son l'empreinte caractéristique.
Cette généralisation s'inspire de précédents travaux effectués par d'autres, mais pas avec une aussi grande quantité de données à l'appui comme l'a présentée Coblentz. Aujourd'hui, les spectres IR sont utilisés par les scientifiques du monde entier dans des milliers de laboratoires et dans de nombreux domaines.
Les premiers travaux sur les spectres moléculaire de Coblentz n'ont pas reçu l'écho auquel on aurait pu s'attendre avec le recul. Les raisons en sont nombreuses et ont été étudiées par plusieurs auteurs.

## Études astronomiques
Coblentz s'est longtemps intéressé aux problèmes astronomiques. En 1913, il développe des détecteurs thermopiles et les utilisent à l'observatoire Lick pour mesurer le rayonnement infrarouge de 110 étoiles et des planètes Mars, Vénus et Jupiter. Dans ce travail, il est aidé par Seth Nicholson, plut tard au Mt. Wilson Observatory. En outre, Coblentz et Carl Lampland, du Lowell Observatory, mesurent de grandes différences de températures entre le jour et la nuit sur Mars, ce qui implique une mince atmosphère martienne.
Pour ses applications des détecteurs IR à l'astronomie, Coblentz est considéré comme le fondateur de la spectroscopie infrarouge astronomique. En reconnaissance de ses contributions astronomiques, les cratères sur la Lune et de Mars ont reçu son nom, par l'Union astronomique internationale.
Coblentz a également observé des éclipses solaires, et publié des documents décrivant son travail.

### Autres recherches
L'étude de la bibliographie de Coblentz montre que vers 1930 ses travaux de recherche sont plus orientés vers des mesures impliquant l'ultraviolet (UV) et hors région de l'infrarouge travail. Une grande partie de ces recherches ont un caractère biomédical, comme les recherches sur les thérapies à base de rayons ultraviolets (1938) et la production de cancer de la peau par l'exposition aux UV (1948).
Bien qu'on se souvienne aujourd'hui principalement de Coblentz pour ses contributions à la physique et l'astronomie, il s'est également intéressé à la bioluminescence, l'ozone atmosphérique, et, la parapsychologie. Il semble avoir mis autant d'énergie dans ce dernier domaine qu'il l'a fait dans les autres.

## Honneurs
La Coblentz Society, qui se consacre à la compréhension et l'application de la spectroscopie vibrationnelle, est nommée en son honneur, de même que la médaille de Coblentz. En outre, selon la notice biographique de Meggers (voir ci-dessous), Coblentz reçut la carte de membre numéro 1 de la Société
. Coblentz estmort juste avant que son travail de 1905 sur la spectroscopie infrarouge ait été réimprimé, près de 60 ans après sa première publication.
Parmi ses récompenses on peut citer la médaille Janssen (France), la médaille Rumford de l'Académie américaine des arts et des sciences, et la médaille Howard N. Potts de l'Institut Franklin. En 1945, peu de temps après avoir pris sa retraite, il a reçu la médaille Frederic Ives de l'Optical Society of America.
Coblentz a été également élu membre de la National Academy of Sciences.

## Famille et vie personnelle
Dans son autobiographie, From the Life of a Researcher (De la vie d'un chercheur) (1951), William Coblentz décrit sa journée comme de longues heures de recherche en laboratoire suivie par des soirées passées sur les données et la rédaction des documents. Cela laisse peu de temps pour socialiser, et il n'est donc pas surprenant que Coblentz attend l'âge de 50 ans pour se marier avec Emma Catherine Cate du Vermont le 10 juin 1924, et la légende prétend qu'ils ont passé leur lune de miel à Flagstaff, en Arizona tandis que Coblentz était à l'observatoire Lowell à mesurer des températures planétaires.
Catherine Cate Coblentz après avoir eu du succès comme un écrivain de livres pour enfants, a travaillé pendant un certain temps au National Bureau of Standards, et a joué un rôle dans la collecte de fonds pour construire la Cleveland Park Neighborhood Library, à Washington.
Décédé à près de 90 ans, Coblentz est enterré dans le Rock Creek Cemetery à Washington, aux côtés de son épouse et un de ses bébés.